# Persona scomparsa
Una persona scomparsa è un soggetto del quale non sono noti la posizione e lo status in vita o meno.
Per derivazione ci si può riferire al fenomeno oggetto di studio della criminologia che concerne l'insieme delle persone scomparse o che si sono allontanate in maniera permanente dal proprio domicilio senza che sia stato più possibile rintracciarle.

## Cause del fenomeno
La scomparsa di una persona può essere addotta a diverse ragioni, volontarie e/o involontarie /incidentali. La casistica vede scomparse di persone di breve periodo (allontanamento temporaneo o smarrimento) e di lungo periodo (permanente). Più nello specifico le motivazioni possono includere:
- smarrimento in attività ricreative o lavorative all'aperto (escursionismo, alpinismo, caccia, ecc.);
- volontà di abbandonare la propria situazione sociale attuale (familiare, lavorativa/di studio, di relazioni sociali) divenuta incompatibile con il proprio benessere per ricercarne una diversa (o anche evitandone l'inclusione in altre), anche al fine di trovare migliori condizioni di lavoro o di vita altrove;
- adesione a sette, comunità religiose o filosofiche totalizzanti o a organizzazioni clandestine;
- presenza di malattie mentali o problemi causanti vuoti o perdita di memoria (es. malattia di Alzheimer);
- fuga da situazioni post traumatiche o di abuso (o per paura di subirle);
- fuga dalle autorità giudiziarie o di polizia per il timore di subire una pena restrittiva (mancata comparizione o pena detentiva);
- evitare la coscrizione o per diserzione;
- fuga da emergenze umanitarie e naturali (es. persecuzioni, carestie, calamità, guerra, genocidio);
- subire il reato di sequestro di persona (a fini estorsivi o per riduzione in schiavitù);
- subire il reato di sottrazione (di minore o altro soggetto sotto tutela) da parte di genitore o altro parente non affidatario;
- subire una ritenzione da parte di autorità di polizia in assenza di provvedimenti legittimi (es. desaparecidos);
- essere vittima di omicidio, con conseguente occultamento e/o soppressione del cadavere oppure con abbandono del cadavere in località remota (o comunque non ancora rinvenuto);
- essere in vita ma in località remota in assenza di riferimenti utili per l'identificazione;
- incidente aereo o navale;
- morte accidentale con conseguente occultamento e/o soppressione del cadavere oppure con abbandono del cadavere in località remota (o comunque non ancora rinvenuto);
- morte colposa con conseguente occultamento e/o soppressione del cadavere oppure con abbandono del cadavere in località remota (o comunque non ancora rinvenuto);
- suicidio in località remota (o comunque in area ove non si è ancora rinvenuto il cadavere) oppure in assenza di riferimenti utili per un'identificazione (sotto falso nome). La morte viene talora dichiarata in contumacia;
- morte accidentale in situazioni calamitose (naturali o belliche).

## Soggetti e strumenti per la ricerca
Le forze di polizia statali sono i soggetti legalmente preposti a svolgere ricerche sulle persone scomparse. Per i più rari casi di sparizione in mare, può intervenire anche la guardia costiera. Talora, le ricerche sono supportate anche da unità speciali di polizia (come unità cinofile), vigili del fuoco, ma anche associazioni di volontari e privati cittadini.
I vari organi di polizia sottolineano la necessità di trovare rapidamente la persona, di valutare quanto sia vulnerabile e di cercare luoghi con cui essa potrebbe avere collegamenti.
Esistono vari enti di beneficenza per assistere le indagini su casi irrisolti, quali: il National Center for Missing & Exploited Children negli Stati Uniti, Missing People nel Regno Unito, Child Focus in Belgio e The Smile of the Child in Grecia.
La Missing Children Initiative, che appartiene a un'organizzazione ombrello chiamata Missing Children Europe, fornisce istruzioni di aiuto per la ricerca di bambini scomparsi e pubblica i propri rapporti di ricerca. L'iniziativa privata Die-Misstensuche di Lutherstadt Wittenberg raccoglie le denunce di bambini e giovani scomparsi dalla Germania, dall'Austria e dalla Svizzera in una banca dati e aiuta anche i parenti delle vittime nella ricerca.
L'International Center for Missing & Exploited Children o il Global Missing Children's Network supportano la ricerca in tutto il mondo attraverso contatti in oltre 29 paesi.
Talvolta, ai casi viene data un'ampia copertura mediatica: le fotografie delle persone possono essere esposte su bacheche, cartoni del latte, cartoline, siti web e social media per pubblicizzare la loro descrizione. Gli strumenti per prevenire le scomparse sono rappresentati dalla possibilità di coordinare subito le indagini, la dichiarazione di scomparsa, e l'utilizzo di strumenti informatici, come ad esempio in Italia avviene col sistema informativo ricerca scomparsi (RISC) del Ministero dell'interno, che è un grande archivio elettronico che cataloga e gestisce tutte le informazioni sulle persone scomparse.

## Aspetti legali
Nei paesi di common law una persona è dichiarata morta in absentia se di essa non si hanno più notizie per 7 anni consecutivi. Nella maggior parte dei casi una persona scomparsa può essere dichiarata legalmente morta dopo un certo lasso di tempo, che può essere ridotto in alcuni casi, come nelle grandi battaglie o nei disastri di massa, per esempio gli attentati dell'11 settembre 2001.
Negli Stati Uniti una persona è classificata legalmente come scomparsa se di essa non si hanno più notizie da almeno 24 ore. Le autorità in genere sottolineano l'importanza di una informazione tempestiva.
In Italia per persona scomparsa si intende, ai sensi della legge 14 novembre 2012, n. 203, una persona allontanatasi dall'abitazione o dal luogo di temporanea dimora che, per le circostanze in cui è avvenuto il fatto, sia in pericolo di vita o per l'incolumità personale. L'ufficio di polizia che ha ricevuto la denuncia promuove l'immediato avvio delle ricerche, ferme restando le competenze dell'autorità giudiziaria.

## Criminalistica
Nel 2012 il Wall Street Journal scrisse che si stimava che ogni anno scomparissero 8 milioni di bambini nel mondo. 
La BBC News dichiarò che dei bambini che scompaiono in tutto il mondo, "mentre di solito il bambino viene ritrovato rapidamente, il calvario a volte può durare mesi, anche anni".
Secondo l'UNHCR, nel 2009 oltre 15 000 minori non accompagnati e separati hanno chiesto asilo nell'Unione Europea, in Norvegia e in Svizzera. La situazione precaria di questi minori li rende particolarmente vulnerabili alle violazioni dei diritti umani, rendendo la loro protezione fondamentale, dati gli alti rischi a cui sono esposti. La maggior parte di questi bambini sono ragazzi dai 14 anni in su, con background etnici, culturali, religiosi e sociali diversi, originari principalmente di Afghanistan, Somalia, Angola, Repubblica Democratica del Congo, Eritrea e Iraq.
Tra gli sfruttatori che si avvantaggiano dei bambini vi sono talvolta i propri parenti che ottengono benefici sotto forma di assegni sociali e/o familiari. Secondo una ricerca condotta da Frontex, alcuni tipi di minacce affrontate dai minori migranti non accompagnati includono lo sfruttamento sessuale in termini di pornografia, prostituzione e Internet; sfruttamento economico compresa la donazione forzata di organi; sfruttamento criminale, compreso il traffico di droga e il traffico di bambini, compresi i matrimoni forzati e l'accattonaggio.
Le reti criminali sono fortemente coinvolte nella tratta di esseri umani verso l'UE e ciò include anche lo sfruttamento di minori come manodopera nel commercio sessuale e altre attività criminali. Secondo un rapporto dell'UNICEF del 2007 sul traffico di bambini in Europa, ogni anno in Europa vengono trafficati 2 milioni di bambini. Il traffico di bambini si verifica praticamente in tutti i paesi europei. Non esiste una netta distinzione tra paesi di origine e di destinazione in Europa. Nel rapporto, l'UNICEF avverte anche che c'è una drammatica assenza di raccolta, analisi e diffusione di dati armonizzati e sistematici a tutti i livelli senza i quali i paesi mancano di prove importanti che informano le politiche e le risposte nazionali. Il sistema CRM di Missing Children Europe, la federazione europea per i bambini scomparsi, mira a soddisfare questa esigenza.
Secondo dati raccolti dall'International Centre for Missing & Exploited Children, le sparizioni stimate sono: 60 000 in Germania (children, nel 2016), 45 000 in Russia (children, nel 2015), 60 000 nel Regno Unito (missing persons under the age of 18, nel 2016). Al 2016, le segnalazioni di minori di 18 anni di età scomparsi negli Stati Uniti sono 465 000. Non esiste ancora, tuttavia, una definizione univoca a livello internazionale di missing child, in modo tale da rendere le statistiche completamente confrontabili tra loro.
Secondo Robert David Steele, consigliere e consulente capo della Commissione giudiziaria d’inchiesta sul Traffico di esseri umani e abuso sessuale di minori istituita presso il Tribunale Internazionale per la Giustizia Naturale (associazione con sede a Londra che ha riunito esperti di tutto il mondo), le sparizioni sono strettamente legate alla pedofilia e al satanismo.
Le Nazioni Unite gestiscono una Commissione sulle persone scomparse che funge da centro di coordinamento internazionale e fornisce anche indicazioni statistico sulle persone scomparse in tutto il mondo. Il Movimento Internazionale di Croce Rossa e Mezzaluna Rossa si impegna a chiarire il destino e il luogo in cui si trovano le persone scomparse quando la perdita di informazioni è dovuta a conflitti armati o altre situazioni di violenza; disastro naturale o provocato dall'uomo; migrazione e in altre situazioni di necessità umanitaria. Supporta anche le famiglie delle persone scomparse per ricostruire la loro vita sociale e a ritrovare il proprio benessere emotivo.

### Europa
Per fronteggiare un problema così drammatico e complesso, la Commissione Europea (Decisioni n. 116 e n. 698 del 15 febbraio e del 29 ottobre 2007), ha istituito il numero unico europeo 116 000, linea telefonica per i bambini scomparsi, invitando i Paesi membri a renderlo operativo.
Coordinato da Missing Children Europe, attualmente il 116 000 è operativo in 17 Stati membri dell'UE (Belgio, Paesi Bassi, Francia, Grecia, Italia, Polonia, Portogallo, Romania, Danimarca, Slovacchia, Ungheria, Estonia, Malta, Gran Bretagna, Spagna e Germania).
Il 116 000 in Italia è gestito da Telefono Azzurro e risponde 24 ore al giorno, tutti i giorni dell'anno, a chiunque voglia segnalare situazioni di scomparsa o di avvistamento di minori.
Dal 2011 sono state 1,2 milioni le chiamate ricevute per i bambini scomparsi in tutta Europa. La situazione peggiore si registra nell'Europa dell’Est, che raccoglie la metà dei casi trattati, in particolar modo nei paesi dell'ex Jugoslavia..
Il Consiglio d'Europa stima che circa 1 bambino su 5 in Europa sia vittima di qualche forma di violenza sessuale. Nel 70-85% dei casi, l'aggressore è qualcuno che il bambino conosce e di cui si fida. La violenza sessuale sui minori può assumere molte forme: abuso sessuale all'interno della cerchia familiare, pedopornografia e prostituzione, corruzione, adescamento via Internet e violenza sessuale da parte di coetanei. In alcuni casi, senza altra opzione disponibile, i bambini fuggono dalle loro case e istituti di cura, alla ricerca di una vita migliore e più sicura.
Del 50-60% dei bambini fuggiti segnalati dalla rete di assistenza telefonica europea di 116 000 bambini scomparsi, si presume che 1 su 6 dorma male durante la fuga, 1 su 8 ricorra al furto per sopravvivere e 1 bambino su 4 è a serio rischio di qualche forma di abuso. Questi fuggiaschi cadono in situazioni vulnerabili di abuso sessuale, abuso di alcol e abuso di droghe che conducono alla depressione. I fuggiaschi hanno 9 volte più probabilità di avere tendenze suicide rispetto agli altri bambini. La Children's Society ha pubblicato un rapporto nel 2011 sulle raccomandazioni al governo per proteggere i bambini in fuga.

### Austria
In Austria esiste un centro di competenza per le persone scomparse. La polizia registra i dati della persona scomparsa, che vengono archiviati nel sistema informatico di ricerca austriaco (EKIS) e automaticamente nel Sistema d'informazione Schengen (SIS).
Nel 2016 sono stati elaborati e archiviati nell'EKIS un totale di 8 887 casi. Di questi, 6 322 casi hanno coinvolto cittadini comunitari, ad eccezione di 44 risolti, e 2 565 cittadini extracomunitari, ad eccezione di 264 risolti. Al 1º ottobre 2017, in Austria risultavano disperse in totale 1 300 persone: 349 erano donne, di cui 198 minorenni; 951 erano maschi, di cui 597 minorenni. Il numero di cittadini dell'UE che sono stati archiviati nell'EKIS come dispersi era compreso tra 400 e 500 in ogni anno indicato del periodo 2015/2016/2017. Nel 2017, in Austria sono state presentate 10 000 denunce di persone scomparse. Al 1º maggio 2018, 1 267 persone risultavano disperse, tra cui 746 bambini e giovani. Solo 505 provenivano da paesi dell'UE.
Nel gennaio 2019 sono state registrate nell'EKIS come disperse 1 037 persone; nel gennaio 2020 884 persone. Tra il 2016 e il 2019, l'85% dei casi di persone scomparse è stato risolto entro una settimana, il 95% entro un mese, il 97% entro sei mesi e il 98% entro un anno. Nel 2019 il KAP ha pubblicato una ricerca di soli 13 casi, il cui risultato è stato: 8 vivi, 3 morti, 2 ancora dispersi.
Lo status giuridico delle persone scomparse in Austria è regolato dalla legge sulla dichiarazione di morte.

### Ex Jugoslavia
Per quanto riguarda le guerre jugoslave, risultano scomparse circa 21 000 persone.

### Francia
Il fascicolo delle persone ricercate (fichier des personnes recherchées, FPR) è una raccolta di dati della polizia nazionale francese. Rientra contemporaneamente sotto la giurisdizione del Ministero dell'Interno e del Ministero della Difesa.

### Irlanda
Il 26 maggio 2002, nella Contea di Kilkenny, la presidentessa Mary McAleese inaugurò il primo monumento al mondo in onore delle persone scomparse.

### Italia
Dal 1974 al 2010 risultano scomparse 25 229 persone di cui 10 000 minori e 15 000 stranieri. Le persone che inizialmente erano scomparse e poi sono state ritrovate ammontano a 65 858. Le regioni più colpite sono il Lazio e la Lombardia seguita dalla Campania e dalla Sicilia.
Secondo dati di Telefono Azzurro, dalla nascita del servizio, il 2017 è stato l'anno che ha registrato il bilancio più tragico dopo il 2016, con una media di 3,5 denunce di sparizioni ogni settimana, e di casi risolti positivamente che si assesta intorno al 17% circa, secondo un trend in costante crescita dal 2009. Il 65% delle sparizioni (segnalate) riguardano minori stranieri non accompagnati.
Sempre secondo Telefono Azzurro, nel 2019 sono scomparsi in Italia 8 331 minori di cui 5 376 stranieri e 2 955 italiani.
Nel 2020 sono scomparse più di 7 600 persone. Dal 1974 al 2020 si sono verificati 250 000 denunce di sparizione di cui oltre il 52% riguardava persone minorenni. I casi di mancato ritrovamento superano le 62 000 unità
Nel primo semestre del 2022 sono scomparse 9 599 persone di cui 6 312 minori. Il 70% di essi erano stranieri, e nell'82% dei casi si è trattato di allontanamenti volontari.

### Regno Unito
Nel 2012 l'Huffington Post riportò che nel Regno Unito sparivano ogni anno 140 000 persone secondo stime del Child Exploitation and Online Protection Centre della National Crime Agency.

### Russia
Secondo un rapporto dell'agenzia di stampa russa TASS pubblicato nel 2018, ogni anno in Russia scompaiono tra le 70 000 e le 100 000 persone. Circa il 25% dei casi di persone scomparse rimane irrisolto.

### Svizzera
Per le denunce di sparizione è competente la polizia cantonale, che non dispone di sezioni specializzate in merito.
La denuncia può essere presentata un anno dopo un evento ricollegabile a un pericolo di morte ovvero cinque anni dopo l'ultimo segno di vita della vittima.
Se la persona ritrovata dalle autorità è maggiorenne, possono informare altre persone solo con il suo consenso.
Le spese di ricerca della polizia e del pronto soccorso sono di norma poste parzialmente o totalmente a carico dei richiedenti. Le ricerche in elicottero sono particolarmente costose. L'assicurazione copre i costi se la situazione non è stata causata da negligenza grave, se sussiste il rischio di morte e se sussistano ragionevoli possibilità di sopravvivenza.
Un numero relativamente elevato di persone risulta disperso in Svizzera a causa di incidenti negli sport alpini. In caso di scioglimento dei ghiacciai, la polizia ha impartito istruzioni su come trattare i corpi: fotografare i reperti, contrassegnarli, annotare le coordinate e, se esiste il rischio che i reperti o il luogo in cui si trovano non possano essere ritrovati, essi devono essere prelevati e consegnati alla stazione di polizia più vicina.

### Stati Uniti d'America
Durante il 2005 si sono registrate 109 531 scomparse secondo dati del Dipartimento di giustizia di cui 58 081 minorenni.
Considerando anche gli anni precedenti, il National Crime Information Center's missing person aveva nel proprio database circa 834 536 schede di persone scomparse con una crescita di 0,5% rispetto all'anno precedente. Le schede archiviate o cancellate sono state 844 838 (ritrovamenti, riconoscimenti dei cadaveri, dati sbagliati, ecc.).

### Canada
Dopo un monitoraggio di 10 anni, al 2007 alla Royal Canadian Mounted Police risultavano scomparse 60 582 persone.

### America Latina
Negli anni '70 e '80, quasi tutti i paesi sudamericani sono stati governati per un lungo periodo di tempo da dittature militari di destra. Quasi tutti repressero l'opposizione con la violenza, in genere con il rapimento segreto di persone indesiderate da parte di membri anonimi delle forze di sicurezza.
Mentre le famiglie denunciavano la sparizione, le vittime erano incarcerate ingiustamente, torturate e infine uccise. In Argentina, erano caricate su un aereo e gettate in mare. Solo durante la dittatura militare argentina (1976-1983), quasi 30 000 persone sono scomparse in questo modo, in modo permanente e senza lasciare traccia.

### Australia
Dal 2008 al 2015 sono state dichiarate scomparse in Australia più di 305 000 persone (Bricknell, 2017), cioè una ogni 18 minuti (Henderson, Henderson & Kienan, 2000). In media ogni anno vengono effettuate circa 38 159 denunce di persone scomparse (Bricknell, 2017). James, Anderson e Putt (2008) hanno scoperto che circa 12 001 femmine e 12 505 maschi sono scomparsi in Australia nel 2008.

### Giappone
È stato stimato che in Giappone spariscano 100 000 individui ogni anno. Il termine jouhatsu indica le persone scomparse dal loro ambiente abitativo senza lasciare traccia.

### Jamaica
Betty Ann Blaine, avvocato per i diritti dell'infanzia e fondatrice dell'organizzazione Jamaica's Hear the Children's Cry, chiese al governo giamaicano di introdurre una legislazione sulle persone scomparse, dal momento che al 2015 erano noti 150 casi di sparizione al mese rispetto a una popolazione di 2,7 milioni di individui. Inoltre, dichiarò che la sua organizzazione avrebbe collaborato con l'International Centre for Missing & Exploited Children per indirizzare una proposta di legge al parlamento giamaicano.

## Persone scomparse

### François Villon
François Villon fu un poeta francese medievale dalla vita errabonda e avventurosa. Condannato a morte e graziato, venne esiliato nel 1463 e non si seppe più nulla di lui.

### Benjamin Bathurst
Benjamin Bathurst è stato un diplomatico inglese scomparso nel XIX secolo da Perleberg, Germania, durante le Campagne napoleoniche. Una taglia di 1 000 sterline fu offerta dal governo inglese per coloro che avessero trovato informazioni rilevanti per il ritrovamento, cifra che fu raddoppiata dalla famiglia e dal principe Federico Augusto di Prussia che prese a cuore il caso. Si pensò che potesse essere stato vittima di un omicidio da parte dei servizi segreti francesi che lo stavano controllando, tanto che la famiglia cercò di contattare direttamente l'imperatore Napoleone il quale smentì qualsiasi coinvolgimento dei propri agenti sul caso. La città di Perleberg era già conosciuta per avere un tasso criminale piuttosto alto, il che diede adito all'ipotesi che il diplomatico potesse essere stato vittima di un'aggressione a scopo di rapina, giacché Bathurst era piuttosto facoltoso. Nel 1852, quarantuno anni dopo la scomparsa, uno scheletro umano con un trauma cranico fu trovato in una casa a 300 metri dall'albergo dove alloggiava. La sorella attraversò la Manica per raggiungere le autorità tedesche ma non fu in grado di riconoscere il fratello. Il caso è richiamato in molte fiction e serie televisive, molte delle quali lo descrivono caduto in un fantascientifico portale temporale che lo avrebbe catapultato in un altro posto o periodo storico.

### Isole Flannan
Nel 1900 scomparvero tre impiegati da un faro portuale, lasciando il proprio equipaggiamento necessario per sopravvivere alle condizioni atmosferiche. La causa ufficiale della scomparsa risale a un eventuale annegamento in seguito a un'onda anomala.

### Ambrose Bierce
Ambrose Bierce era un giornalista statunitense che scomparve nel dicembre 1913 dopo un viaggio in Messico dove aveva assistito alla rivoluzione. Dopo l'ultima lettera datata 26 dicembre 1913 destinata a un amico, scomparve senza lasciare traccia, diventando uno dei più celebri casi di scomparsa nella storia statunitense. Non c'è nessuna prova che attesti le voci secondo le quali sarebbe andato nel Grand Canyon, suicida. Le indagini sono state vane e, nonostante molte teorie al riguardo, il corpo non fu mai trovato. Dato che scomparve durante una battaglia, l'ipotesi più comune è che sia deceduto per una ferita mortale e che il corpo sia stato confuso con quello dei caduti.

### Amelia Earhart
Durante un tentativo di circumnavigazione del globo in aereo, nel 1937, Amelia Earhart e il suo navigatore Fred Noonan scomparvero nell'oceano Pacifico nei pressi delle Howland Island. Come per Antoine de Saint-Exupéry, scomparso in circostanze simili, finché nel 2004 venne localizzato e recuperato il relitto del suo aereo, colpito da un caccia tedesco nel mare antistante la costa marsigliese.

### Frederick Valentich
Frederick Valentich scomparve su un Cessna 182L mentre sorvolava l'Australia. La scatola nera ha registrato un anomalo aeroplano che lo stava seguendo e le ultime sue parole sono state: «Mi sta sopra e non è un aeroplano». Il dipartimento australiano dei trasporti non riuscì a determinare alcuna ragione plausibile sulla scomparsa. La sua scomparsa fu messa in relazione, tra le varie ipotesi, al fenomeno delle abduction (rapimenti) extraterrestri.

## Persone scomparse in Italia

### Davide Cervia
Davide Cervia, ex militare esperto di guerre elettroniche, scompare il 12 settembre 1990 da Velletri, alla vigilia della guerra del Golfo.

### Alessandra Sandri
Alessandra Sandri, detta Sandra, era una bambina di 11 anni, alunna di prima media, scomparsa in circostanze misteriose il 17 aprile 1975 nel centro di Bologna.
Quel mattino, come di consueto, Sandra si era recata a scuola in tram, assieme alla madre, quest'ultima diretta al lavoro. Una volta scesa, nella centrale Via Farini, Sandra si incontrò alla fermata con una compagna di scuola e si diresse verso la scuola, prima di cambiare bruscamente idea e pregare l'amica di aspettarla un momento, promettendo di tornare subito.
Le indagini permisero di scoprire che Sandra, assieme ad alcune amiche del quartiere, era stata oggetto di molestie sessuali da parte di alcuni vicini di casa. Una terza persona, anch'egli vicino di casa della Sandri, esibì alla polizia un nastro magnetico nel quale aveva registrato un dialogo avuto con la bambina; in tale circostanza, incalzata dall'uomo, Sandra ammetteva, in preda al pianto, che due uomini sulla trentina, conosciuti in un bar-gelateria del quartiere, l'avevano attirata in casa e avevano abusato di lei, promettendole che quando fosse cresciuta uno di loro l'avrebbe sposata. Pochi anni dopo, il vicino in questione fu accusato di aver molestato una ragazzina coetanea di Sandra, ma nei suoi confronti non fu sporta alcuna denuncia. 
I due uomini indicati da Sandra nella drammatica registrazione ammisero di aver abusato di lei, furono processati per stupro, ma, grazie a vari cavilli legali e a un'amnistia, non scontarono neppure un giorno di carcere. La scomparsa di Sandra non fu mai, all'epoca, posta in relazione con i gravi abusi di cui era stata vittima. La madre di Sandra dichiarò di aver ricevuto telefonate anonime in cui una voce giovanile l'avvisava che la figlia si trovava "in Savena", un fiume poco distante, nei cui pressi era sito un casolare ove i due uomini avevano abusato di Sandra, e che la bambina conosceva anche perché vi si recava a pescare assieme al padre; tuttavia, le ricerche effettuate anche con strumenti sofisticati in zona non hanno mai permesso di rinvenire il cadavere. 
Nel 2013, una persona dimorante nel quartiere asserì che uno dei due uomini gli avrebbe lasciato intendere di aver ucciso la Sandri dopo aver saputo che la stessa si era sfogata con il proprio vicino e che questi aveva registrato il tutto.
La scomparsa di Sandra Sandri è stata messa in relazione con la sparizione, avvenuta nel 1979 di un operaio trentenne, tal Remo Soravia, residente anch'egli nel Quartiere Savena, il quale avrebbe appreso i dettagli relativi alla sorte della bambina e minacciato i due presunti assassini della stessa di denunciarli. Gli inquirenti ricostruirono che l'uomo aveva avuto una lite furibonda con alcuni avventori di un bar malfamato del quartiere e si era allontanato per non fare mai più ritorno a casa.

### Emanuela Orlandi
Emanuela Orlandi, una ragazza di quindici anni, figlia di un dipendente della Città del Vaticano, è scomparsa a Roma il pomeriggio del 22 giugno 1983. Diverse telefonate anonime o comunque di dubbia identità hanno riferito dell'allontanamento autonomo della ragazza desiderosa di rifarsi una vita, impiegata in qualche bar della città. Le amiche, invece, dissero che la ragazza aveva ricevuto delle proposte di lavoro nel campo della cosmetica. Emanuela era stata appena promossa al terzo anno di Liceo Scientifico e, contemporaneamente, seguiva i corsi di pianoforte al Pontificio Istituto di Musica Sacra.

### Mirella Gregori
Mirella Gregori è una ragazza romana di quasi 16 anni quando scompare il pomeriggio del 7 maggio 1983. La ragazza, figlia del gestore di un bar nel quartiere Sallustiano, fu chiamata al citofono di casa da un sedicente “Alessandro” che le chiese di scendere per vedersi al monumento di Porta Pia. La scomparsa della Gregori fu poi messa in correlazione con la scomparsa della Orlandi, essendo entrambe scomparse a 45 giorni di distanza e in modalità uguali, nonostante le ragazze non si conoscessero né avessero frequentazioni in comune. A oggi il caso rimane irrisolto.

### Denise Pipitone
Denise Pipitone era una bambina di tre anni quando è scomparsa intorno alle 12 del 1º settembre 2004 a Mazara del Vallo, in Provincia di Trapani, mentre si trovava nei pressi della casa della nonna materna. Diversi gli spunti presentatisi negli anni agli investigatori, anche se le indagini si sono sempre concentrate nell'ambito familiare allargato. Secondo l'ultima ricostruzione proposta dagli inquirenti, Denise sarebbe stata rapita dalla sorellastra Jessica Pulizzi, anche lei minorenne, con la complicità della madre Anna Corona e dell'ex fidanzato Gaspare Ghaleb per motivi sottesi a «vendetta e gelosia perché Denise e Jessica Pulizzi sono figlie dello stesso padre, Piero Pulizzi». Il procedimento penale conduce al processo in cui sono imputati solo Jessica Pulizzi, con l'imputazione di sequestro di minore, e Gaspare Ghaleb, per il reato di false informazioni al pubblico ministero.
La donna verrà assolta all'esito del dibattimento di primo grado dal Tribunale di Marsala il 27 giugno 2013 e dalla Corte d'appello di Palermo il successivo 2 ottobre 2015. Assoluzioni confermate dalla Corte di Cassazione nell'aprile 2017. Per gli addebiti del coimputato è intervenuta nel corso del procedimento la prescrizione del reato.

### Angela Celentano
Alle 13:00 del 10 agosto 1996 scompare la piccola Angela Celentano mentre si trovava in gita sul Monte Faito presso Vico Equense (NA). La bambina è stata vista l'ultima volta scendere presso un sentiero insieme a due altri bambini, le cui versioni però non collimano. Altre testimonianze affermano di aver visto una macchina con due uomini di nazionalità straniera aggirarsi nei pressi della zona. Nell'estate del 1999 è stato indagato lo zio Gennaro Celentano con l'accusa di sequestro di persona.

### Mauro Romano
Mauro Romano era un bambino di 6 anni quando scomparve il 21 giugno 1977 da Racale, in provincia di Lecce. Negli anni si sono susseguite diverse ipotesi e la più accreditata è sempre stata quella del rapimento. L'unico sospettato del sequestro del bambino è Vittorio Romanelli, un barbiere ex amico della famiglia Romano, che nel 2020 ha ricevuto un avviso di conclusione delle indagini preliminari con l'accusa di sequestro di persona.
Nel 2007 Bianca Colaianni, madre di Mauro, ha dichiarato di aver riconosciuto il figlio in una foto ritraente Mohammed Al Habtoor, figlio del potente sceicco di Dubai Khalaf Al Habtoor. Nonostante ci siano stati diversi contatti tra la famiglia del bambino e i segretari dello sceicco, quest'ultimo ha sempre sostenuto di aver concepito in modo naturale il figlio e di essere totalmente estraneo alla vicenda.

### Ettore Majorana
Geniale fisico teorico, impegnato soprattutto nel campo della fisica nucleare e della meccanica quantistica relativistica, collaboratore di Fermi nell'Istituto di Fisica di Via Panisperna e dei maggiori fisici europei dell'epoca.
Scomparso improvvisamente nella primavera del 1938, lasciandosi dietro un alone di mistero e una serie infinita di congetture e ipotesi su un suo possibile suicidio o allontanamento volontario, con molte possibili diverse motivazioni, anche data l'originalità del suo carattere.

### Federico Caffè
Importante economista italiano, maestro tra gli altri di Mario Draghi, Ignazio Visco, Giorgio Ruffolo, Luigi Spaventa, Ezio Tarantelli oltre a molti altri economisti italiani di primo piano.
Fu uno dei principali diffusori della dottrina keynesiana in Italia, che volle sempre declinare soprattutto in ottica di protezione dei ceti più deboli, salvaguardia dell'occupazione e tutela del benessere generale.
Scomparso misteriosamente dalla sua casa di Via Cadlolo, un'elegante strada di Monte Mario, il 15 aprile 1987. Anch'egli è stato ufficialmente dichiarato morto presunto.

## Persone italiane scomparse all'estero

### Ylenia Carrisi
Scomparsa misteriosamente a New Orleans (Louisiana, Stati Uniti) il 6 gennaio 1994, la primogenita di Al Bano e Romina Power non venne mai più ritrovata.
Varie sono le ipotesi di avvistamenti, ma nessuno di essi è stato realmente confermato. La versione più accreditata è l'ipotesi di suicidio sotto effetto di stupefacenti: infatti fu avvistata, da un guardiano di un parco acquatico, una donna simile alla Carrisi, gettarsi nel fiume Mississippi. Non è mai stato effettivamente provato che si trattasse di Ylenia. Tuttavia, su richiesta del padre Albano Carrisi, il tribunale di Brindisi ha dichiarato la morte presunta di Ylenia nel 2014. La madre Romina ha dichiarato di non credere a tale versione e che continuerà a cercare Ylenia.